# Сандерс, Берни
Бе́рнард (Бе́рни) Са́ндерс (англ. Bernard «Bernie» Sanders; род. 8 сентября 1941, Нью-Йорк, штат Нью-Йорк, США) — американский независимый политик и общественный деятель левого толка, сенатор от штата Вермонт с 2007 года. Рекордсмен по длительности пребывания в Конгрессе США из всех независимых депутатов. С 2013 по 2015 год председатель комитета Сената США по делам ветеранов, с 2021 года — председатель бюджетного комитета. В 1981—1989 годах был мэром крупнейшего города Вермонта — Берлингтона, а в 1991—2007 годах — членом Палаты представителей США. При формировании комитетов в Сенате примыкает к Демократической партии, входит в Форум прогрессивных конгрессменов (англ. Congressional Progressive Caucus).
Определяет себя как демократического социалиста (единственный из сенаторов США) и представителя американского прогрессивизма «Нового курса». Сторонник скандинавской модели социал-демократии. Позиционирует себя в качестве защитника интересов рабочего и среднего класса. Выступает против влияния корпораций и Уолл-стрит, социальной несправедливости, имущественного неравенства и разрыва между богатыми и бедными, полицейского насилия. Противник сексизма, гомофобии, расовой дискриминации.
В качестве сенатора получил широкую известность, когда в 2010 году пытался посредством восьмичасового филибастера сорвать продление введённых Джорджем Бушем-младшим налоговых льгот для богатых. На протяжении своей политической карьеры отстаивал гражданские, трудовые и социальные права. Ратовал за всеобщее медицинское страхование, гарантированный оплачиваемый отпуск, отпуск по беременности и родам; права женщин, афроамериканцев и представителей ЛГБТ-сообщества. Выступал за повышение минимального уровня оплаты труда, справедливую налоговую систему, укрепление системы социального страхования, бесплатное высшее образование (за счёт налогообложения транзакций банков) и сокращение бремени студенческих долгов за обучение, более жёсткое государственное регулирование финансовой сферы (возвращение к закону Гласса — Стиголла), реформу пенитенциарной системы (сокращение крупнейшего в мире количества заключённых и ликвидацию частных тюрем), декриминализацию марихуаны и борьбу с изменениями климата.
Сандерс активно критиковал «Патриотический акт», программы массовой слежки и многие аспекты внешней политики США, включая войну в Ираке, о возможных катастрофических последствиях которой предупреждал во время дебатов в конгрессе о предоставлении президенту разрешения вести военные действия. Указывает, что соглашения наподобие НАФТА и Транстихоокеанского партнёрства приводят к потере рабочих мест в США и сокращению заработной платы рабочих. Он приветствовал шаги в направлении нормализации отношений США с Кубой и Ираном, одновременно поддерживая санкции против России в связи с аннексией Крыма и конфликтом на востоке Украины, требуя заморозить счета высокопоставленных российских чиновников и олигархов.
Наряду с Хиллари Клинтон являлся одним из двух главных претендентов на роль кандидата от Демократической партии на президентских выборах в США в 2016 году.
19 февраля 2019 года в интервью Общественному радио Вермонта заявил, что примет участие в президентских выборах 2020 года. Вновь стал одним из двух главных претендентов на роль кандидата от Демократической партии наряду с Джо Байденом. 8 апреля 2020 года на конференции с сотрудниками своего штаба заявил о выходе из кампании президентских выборов 2020 года после серии поражений в праймериз.

## Биография

### Ранние годы

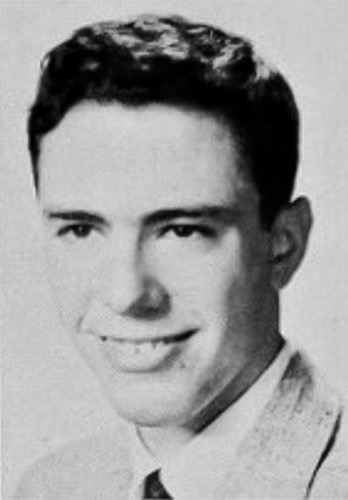
Берни Сандерс в старшей школе, 1959 год

Бернард Сандерс родился 8 сентября 1941 года в Бруклинском районе Нью-Йорка, в бедной семье польского еврея-иммигранта Эли Сандерса, покинувшего в 1921 году родную деревню Слопнице (в которой затем погибла от рук нацистов большая часть его родственников), и уроженки Нью-Йорка Дороти Глассберг, родители которой были евреями из Польши и Белостока Российской империи. Брат Берни, Ларри Сандерс, тоже стал левым политиком, представлявшим вначале лейбористов, а затем Зелёную партию Англии и Уэльса.
Обучаясь в Высшей школе имени Джеймса Мэдисона, Берни Сандерс демонстрировал успехи в учёбе, писал для школьной газеты, был избран президентом класса и в качестве капитана баскетбольной команды выиграл чемпионат штата. Берни стремился пойти по стопам старшего брата Ларри, поступившего в Гарвардскую школу права, однако был вынужден отказаться от этих планов из-за диагностированной у матери тяжёлой болезни (ревматический порок сердца).
Вместо подготовки к учёбе в Гарварде Берни был вынужден поступить изучать психологию в Бруклинский колледж, находившийся неподалёку от квартиры родителей. Однако две операции на сердце не помогли матери Сандерса, и вскоре она умерла в возрасте 46 лет. Несколько лет спустя, в 1962 году, скончался его 57-летний отец. Через год обучения в Бруклинском колледже Сандерс перевёлся в Чикагский университет.
Во время учёбы в Чикагском университете был членом Социалистического союза молодёжи при Социалистической партии Америки. Будучи студентом, включился в движение за гражданские права чернокожих, став в 1963 году активистом Студенческого координационного комитета ненасильственных действий.
Ещё в январе 1962 года провёл акцию против расовой сегрегации при поселении в общежитие его университета, вместе с 32 другими студентами устроив первую в Чикаго сидячую забастовку (sit-in) в поддержку гражданских прав. Он был одним из нескольких тысяч студентов, прибывших на автобусах на Марш на Вашингтон за рабочие места и свободу, организованный Мартином Лютером Кингом, и слушавших знаменитую речь «У меня есть мечта».
Сандерс окончил Чикагский университет в 1964 году со степенью бакалавра искусств в области политологии.
Окончив университет, Сандерс некоторое время прожил в израильском кибуце Шаар-ха-Амаким в Изреельской долине, но вскоре перебрался в Вермонт, где среди прочего работал плотником, режиссёром, писателем и исследователем.

### Политическая карьера
Политическая карьера Сандерса началась в 1971 году, когда он вступил в вермонтскую партию «Союз свободы» (Liberty Union), придерживающуюся социалистических взглядов, выступавшую за ненасильственную борьбу против Вьетнамской войны и связанную с общенациональной Народной партией. Как кандидат от своей партии он проиграл несколько выборов, в том числе в Сенат США в 1972 и 1974 годах, а также на пост губернатора штата Вермонт в 1972, 1976 и 1979 годах, после чего покинул партию и занялся публицистикой, а также работал директором некоммерческого Американского народного исторического общества, сняв в этом качестве получасовой документальный фильм о социалистическом политике Юджине Дебсе.
В 1981 году по предложению своего друга Ричарда Шугармена, профессора религиоведения в Университете Вермонта, Сандерс баллотировался на пост мэра Берлингтона и с перевесом в 14 голосов победил переизбиравшегося шесть раз представителя демократов Гордона Пакетта. Сандерс победил ещё на трёх выборах (в 1983 году с 53 %, в 1985 году с 55 %), причём в 1987 году — кандидата, которого поддерживали обе крупные партии. Сторонники Сандерса основали Вермонтскую прогрессивную партию.
Во время первого срока Сандерса его сторонники, включая участников президентской кампании кандидата от энвайронменталистской и левоцентристской Гражданской партии Барри Коммонера, образовали «Прогрессивную коалицию» — предтечу Вермонтской прогрессивной партии. При Сандерсе Берлингтон стал первым городом в США, финансировавшим общинный земельный траст.
В 1985 году в качестве мэра Берлингтона оказался самым высокопоставленным американским политиком, нанесшим после Сандинистской революции официальный визит солидарности в Никарагуа и принятым президентом Даниэлем Ортегой. В 1988 году, женившись на Джейн О’Мира Дрисколл, провёл медовый месяц в Советском Союзе в Ярославле — одном из городов-побратимов Берлингтона, где, в том числе, участвовал в записи интервью с председателем горисполкома Ярославля А. И. Рябковым в ходе радиомоста между Ярославлем и Берлингтоном.
Отслужив четыре срока, Сандерс в 1989 году ушёл преподавать политологию в Гарвардском институте государственного управления имени Джона Ф. Кеннеди, а в 1991 году — в колледже Гамильтона.

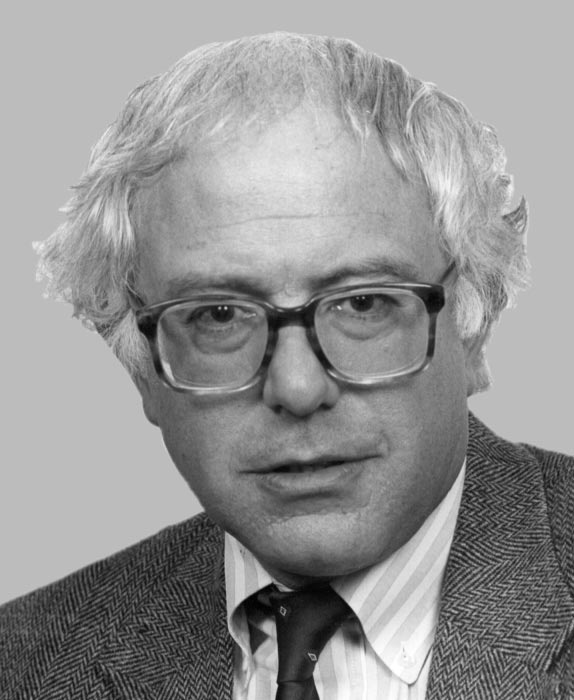
Берни Сандерс в 1991 году

В 1990 году победил на выборах в Палату представителей США с 56 % голосов и с тех пор неизменно переизбирался каждые два года, обычно с большим отрывом.
7 ноября 2006 года Берни Сандерс был избран сенатором от штата Вермонт, заручившись поддержкой тогдашнего сенатора от штата Иллинойс Барака Обамы.

## Политические взгляды

### Политическая и экономическая философия

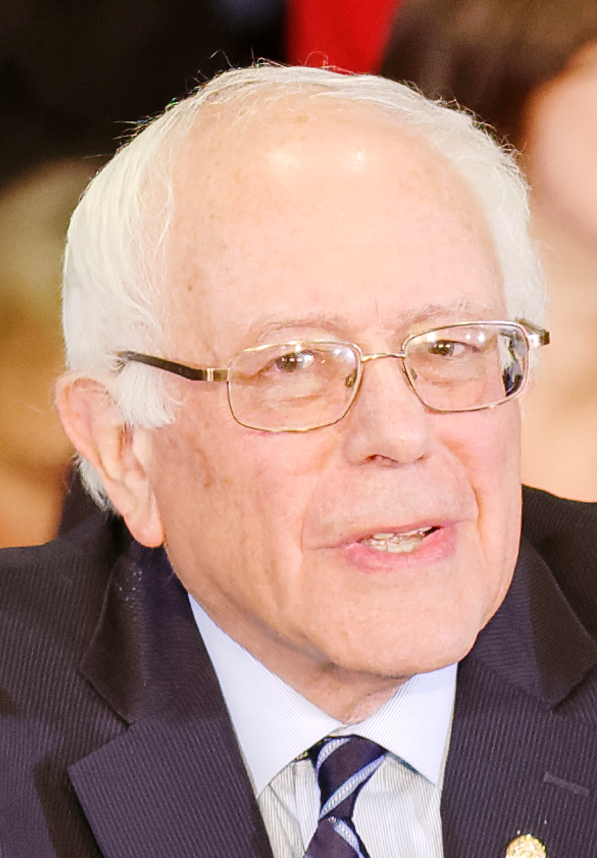
Берни Сандерс в 2015 году

Берни Сандерс называет себя «социалистом» и поклонником скандинавской модели. В обращении о своей политической философии, прочитанном в Джорджтаунском университете в ноябре 2015 года, Сандерс отождествил своё понимание «демократического социализма» с предложением Франклина Рузвельта о втором билле о правах, обозначив его как создание «экономики, которая работает для всех, а не только для очень богатых», реформирование политической системы (которую Сандерс называет «несправедливой» и «коррумпированной во многих отношениях»), признание всеобщего права на здравоохранение и образование, защиту окружающей среды и создание «живой демократии, основанной на принципе один человек — один голос».
Вместе с тем, академические комментаторы отмечают, что идентификация политической платформы Сандерса с идеологией «демократического социализма» является неточной. Сэмюэль Гольдман, доцент политологии Университета Джорджа Вашингтона, утверждает, что платформа Берни Сандерса не является социалистической и больше напоминает «вэлферизм» в духе 1950-х, направленный на регулирование, а не устранение капитализма. Гольдман отмечает, что Берни Сандерс не требует общественной собственности на средства производства (хотя и поддерживает рабочие кооперативы), при этом он не стремится и упразднить систему прибыли — что является двумя определяющими характеристиками социализма. Лейн Кенворти, профессор социологии в Университете Калифорнии в Сан-Диего, заявил, что Берни Сандерс является социал-демократом, а не демократическим социалистом, и что эти две идеологии в корне отличаются друг от друга. Кенворти указывает, что социал-демократия не ставит своей целью уничтожить капитализм, и утверждает, что использование Сандерсом термина «социализм», когда он на самом деле выступает за «социальную демократию», вносит больше путаницы, чем смысла, а также может иметь негативные последствия для его президентской кампании. Майкл Кончал, эксперт по экономической политике в Институте Рузвельта, также характеризует взгляды Берни Сандерса как «социал-демократические», а не строго «социалистические», отметив, что социал-демократия означает поддержку смешанной экономики, сочетающей частное предпринимательство с государственными расходами, программами социального страхования, кейнсианской макроэкономической политикой и демократическим участием в правительстве и на рабочем месте — всё это является частью платформы Берни Сандерса.
Андрей Марковец, профессор политологии в Университете штата Мичиган, определяя демократический социализм как «попытку создать свободное от частной собственности, социалистическое общество», не существующее пока ни в Дании (к примеру которой часто апеллирует Сандерс), ни где-либо ещё в мире, утверждает, что самоидентификация Берни Сандерса является неточной. Бхаскар Санкара, основатель, главный редактор и издатель социалистического журнала «Jacobin», также считает Сандерса социал-демократом, а не социалистом. Профессор Ноам Хомский прокомментировал это так, что Берни Сандерс может называть себя социалистом, на самом деле он «честный ньюдилер», в отличие от настоящих социалистов. При этом оба левых интеллектуала — и Санкара, и Хомский — поддержали номинацию Сандерса в президенты США, считая, что она открывает значительные перспективы для пропаганды действительно социалистических идей.
Американские социалисты — представители Социалистической рабочей партии, а также поддержавших кампанию Берни Сандерса организаций «Демократические социалисты Америки», «Социалистическая альтернатива» и Социалистической партии США — настаивают, что Сандерс, строго говоря, не является социалистом, поскольку нацелен на реформирование капитализма, а не на замену его совершенно иной социалистической системой.

### Экономика

#### Неравенство по доходу и имущественное неравенство
Краеугольным камнем кампании Сандерса является борьба с растущим имущественным неравенством в Соединённых Штатах. В апреле 2015 года, по данным агентства Associated Press, он сказал:

Мы видели, что в то время, как средний человек работает дольше за меньшую плату, происходит огромное увеличение экономического и имущественного неравенства, которые в настоящее время достигают неприличных уровней. Это шулерская экономика, которая работает для богатых и сильных мира сего и не работает для простых американцев … Вы знаете, эта страна не собственность горстки миллиардеров.
В июле 2015 года Сандерс предложил законопроект, который бы к 2020 году постепенно увеличил федеральную минимальную зарплату до 15$ в час, поддержав инициированную троцкисткой Кшамой Савант, членом городского совета Сиэтла, кампанию «15 долларов за час». За внимание Сандерса к борьбе с неравенством его похвалил сам вице-президент США Джо Байден.

#### Налоги
Сандерс — сторонник модели прогрессивного налогообложения по скандинавскому образцу. Поддерживает отмену некоторых налоговых льгот, которые приносят пользу хедж-фондам и корпорациям, и повысил бы налоги на прирост капитала и для богатейшего 1 % американцев. Он использовал бы часть полученного дохода для того, чтобы снизить налоги для среднего и рабочего классов. Сандерс предлагает установить верхнюю предельную ставку налога на самых богатых на уровне 90 % (впервые со времён после Второй мировой войны), а на федеральный налог на наследство — на уровне 65 % (по сравнению с нынешней ставкой 40 %).

#### Реформа Уолл-стрит
Берни Сандерс является принципиальным критиком экономической и политической власти капитала Уолл-стрит (известно его высказывание на теледебатах: «многие люди ошибочно полагают, что Конгресс регулирует работу Уолл-стрит. На самом деле это не так. На деле Уолл-стрит регулирует Конгресс»). 6 мая 2015 года Сандерс внёс законопроект, предлагающий раздробить финансовые институции, «слишком большие, чтобы рухнуть» (too big to fail). Учитывая, что три из четырёх банков, получивших помощь во время мирового финансового кризиса 2007—2008 годов, с тех пор лишь стали ещё больше, Сандерс настаивает, что «ни один финансовый институт не должен иметь фонды столь большие, что его крах может привести к кризису мировой экономики. Если учреждение слишком большое, чтобы обанкротиться, то оно слишком большое, чтобы существовать». В качестве представителя от штата Вермонт, Сандерс голосовал против закона Грэмма — Лича — Блайли, подписанного Биллом Клинтоном в 1999 году и отменившего положение закона Гласса — Стиголла, запрещавшее финансовым учреждениям одновременно заниматься коммерческой банковской деятельностью и операциями с ценными бумагами. Сандерс поддержал законопроект Элизабет Уоррен (ДП, Массачусетс) и Джона Маккейна (РП, Аризона), о восстановлении закона Гласса — Стиголла.

#### Торговля
Сандерс против Транстихоокеанского партнёрства, которое он назвал «продолжением других катастрофических торговых соглашений, таких как НАФТА, ЦАФТА и режим наибольшего благоприятствования в торговле с Китаем». Он считает, что соглашения о свободной торговле привели к потере рабочих мест и снижению зарплат в США. Сандерс говорит, что Америка нуждается в восстановлении собственной производственной базы с помощью американских заводов и поддерживает хорошо оплачиваемую работу для американских рабочих вместо аутсорсинга в Китай и другие страны.

#### Занятость
«Когда-то Америку привело в мир создание и поддержание национальной сети безопасных и надёжных мостов и дорог. Сегодня почти четверть из 600 000 мостов страны были признаны структурно недостаточными или функционально устаревшими… почти треть основных дорог Америки находится в плохом или посредственном состоянии …», — с такими словами Сандерс внёс поправки в законопроект Сената (S.Amendt.323), которые способствуют созданию миллионов рабочих мест за счёт инвестиций в инфраструктуру, за счёт закрытия лазеек в корпоративной и международной налоговой системе. Он также поддержал законопроект, который сделал бы для работников более лёгким вступление в профсоюз или создание его. Веб-сайт кампании Сандерса также был сосредоточен одновременно на проблемах длительно безработных и частично занятых, ссылаясь на то, что «реальный уровень безработицы намного выше, чем официальные цифры, обычно приводимые в газетах, при включении работников, которые бросили искать работу или тех, которые работают неполный рабочий день, желая работать полный, реально число намного выше, чем официальные цифры хотели бы показать.»
Сандерс говорит, что частное предпринимательство и экономический рост очень важны, особенно для малого бизнеса и предпринимателей, но конкурентная среда в Соединённых Штатах стала несправедливой, поощряя большие корпорации. Он также сказал, что экономический рост должен служить народу и что рост во имя обогащения верхнего 1 % не служит интересам страны. Он сказал, что принял бы снижение экономического роста в целях увеличения справедливости и уменьшения экономического неравенства.

#### Собственность работников
Сандерс поддерживает создание рабочих кооперативов и внёс в июне 2014 года законопроект, призванный помочь работникам в учреждении предприятий кооперативной формы собственности Сандерс был сторонником демократии на рабочем месте на протяжении всей своей политической карьеры, ещё в 1976 году заявив: «Я считаю, что, в конечном счёте, основные отрасли промышленности в этом штате и в стране должны находиться в общественной собственности и управляться самими рабочими».
В 1987 году Сандерс определил демократию как общественную собственность и рабочее самоуправление: «Демократия означает общественную собственность на основные средства производства, означает децентрализацию, означает вовлечение людей в их работу. Вместо боссов и работников она означает демократический контроль над заводами и магазинами, в такой большой степени, в какой вы можете.»

#### Офшорные зоны
Отмечая, что американские корпорации, вместе взятые, держат более 1 триллиона $ прибыли в офшорных зонах за границей, Сандерс внёс законопроект, который покончил бы с офшорными зонами, требуя от компаний платить максимальную ставку корпоративного налога США на прибыль, размещаемую за рубежом. На своём сайте Сандерс приводит примеры крупных американских компаний, которые не платили федеральные налоги и даже получали возврат налога, причём многие из них получили крупные суммы финансовой помощи во время недавнего финансового кризиса и продолжают получать миллиардные субсидии. Сандерс думает, что это несправедливо и вредит американской экономике, считая, что деньги, используемые для возврата налога и субсидий, стоило бы вместо этого инвестировать в американские малые предприятия и трудящихся.

### Экология

#### Глобальное потепление
Сандерс считает глобальное потепление серьёзной проблемой. Вместе с сенатором Барбарой Боксер, Сандерс внёс законопроект «Акта о сокращении глобального потепления и загрязнения 2007» 15 января 2007 года. В речи от 26 июля 2012 года на заседании Сената, Сандерс подверг критике заявления, сделанные сенатором Джимом Инхофом: «Суть в том, что когда сенатор Инхоф говорит, что глобальное потепление — это обман, — это абсолютно неверно, по мнению подавляющего числа учёных-климатологов». Он был сенатором с самым высоким рейтингом Climate Hawks Vote в Конгрессе 113-го созыва.
Полагая, что «[мы должны] увести нашу энергетическую систему от ископаемого топлива», Сандерс голосовал против законопроекта о нефтепроводе Кистоун, «Если мы не будем действовать совместно, планета, которую мы оставим нашим детям и внукам, будет значительно менее пригодной для жизни, чем сейчас … Я думаю, что это хорошая идея для президента, Конгресса и американского народа — прислушаться к подавляющему большинству учёных, которые говорят нам громко и чётко, что изменение климата является одним из самых больших планетарных кризисов, с которыми мы сталкиваемся.»

#### Ядерная энергетика
После японских ядерных аварий 2011 года Сандерс призвал к мораторию на лицензирование новых атомных электростанций и повторное лицензирование существующих, в попытке замедлить то, что он назвал ядерным ренессансом в Соединённых Штатах. Сандерс написал президенту Обаме с просьбой назначить специальную комиссию для изучения безопасности атомных электростанций США. Сандерс также хочет отменить закон Прайса-Андерсона, который заставляет налогоплательщиков оплачивать основную часть расходов на устранение последствий крупных ядерных аварий. Он говорит: «в системе свободного предпринимательства, ядерная промышленность должна быть обязана страховать сама себя от несчастных случаев.»
Сандерс высказался под запись против правительственной финансовой поддержки ядерной промышленности, которую он называет «ядерным вэлфером». Кроме того, он выражает обеспокоенность в связи с логистическими и фискальными проблемами ядерных отходов. Он высказывался в пользу устойчивых альтернатив и приводил в пример Вермонт, как штат, прикладывающий усилия в этом направлении, выступая против расширения оперативной лицензии АЭС Vermont Yankee Комиссией по ядерному регулированию в 2011 году (всего через неделю после японских событий): «В моём штате есть стойкое ощущение, что мы хотим идти вперёд с энергоэффективной и устойчивой энергетикой. Я считаю, что мы имеем на это право. Я считаю, что любой другой штат в стране имеет на это право. Если мы хотим перейти к устойчивой энергетике и не поддерживать стареющую, полную проблем АЭС, я думаю, что мы должны иметь возможность сделать это.»

### Прозрачность и коррупция

#### Финансирование избирательных кампаний
Сандерс поддерживает «Акт укрепления демократии путём пролития света на избирательные расходы», который сделал бы избирательные фонды более прозрачными, и запретил бы американских корпорациями, находящимся под контролем иностранных интересов, осуществлять политические расходы. Он открыто выступал за пересмотр решения по делу Объединённые Граждане против Федеральной Избирательной Комиссии, в котором Верховный cуд отменил ограничение Маккейна-Фейнгольда на политические расходы корпораций и профсоюзов, как нарушение Первой поправки. Говоря, что он считает, что решение по иску Объединённых граждан является «одним из худших решений Верховного суда в истории» и что оно позволило «большим деньгам отвлечь внимание избирателя от реальных проблем», стоящих перед ним, он предложил поправку к Конституции, которая отменила бы постановление. Он предупреждает: «теперь у нас ситуация, в которой миллиардеры буквально в состоянии купить выборы и кандидатов.»

#### Рейтинговое голосование
В 2007 году Сандерс давал показания комитету государственных операций Вермонтского Сената о том, что он «решительно поддерживает рейтинговое голосование», потому что оно «позволяет людям голосовать за то, что они действительно хотят, не беспокоясь о возможности получить то, чего они действительно не хотят.» Комитет и легислатура в конечном счёте приняли закон, который устанавливал рейтинговое голосование для конгрессменов и сенаторов США, но губернатор наложил на него вето.

#### Реформа СМИ
Сандерс был лидером движения за реформу средств массовой информации и выступает против повышения концентрации собственности СМИ, а также является одним из авторов OpEdNews. Он появился в Orwell Rolls in His Grave и Outfoxed: Rupert Murdoch’s War on Journalism, двух документальных фильмах на тему.

### Внешняя политика

#### Палестино-израильский конфликт
Сандерс поддерживает решение двух государств, отмечая, что «палестинский народ, на мой взгляд, заслуживает своё государство, они заслуживают экономическую поддержку от народа этой страны. Израиль должен иметь возможность жить в безопасности без терактов». Сандерс сказал, что Израиль должен иметь право жить в мире и безопасности.
Согласно сенатской веб-странице Берни Сандерса, пишущий для Salon Дэвид Паламбо-Лю отметил (ошибочно), что сенатор Сандерс «проголосовал» за резолюцию (поддерживающую Операцию «Нерушимая Скала»), которая на самом деле прошла без голосования. В заявлении, опубликованном на его сенатском веб-сайте, в частности, говорится: «Сандерс считает, что израильские нападения, которые убили сотни невинных людей, в том числе женщин и детей — бомбардировки жилых кварталов и контролируемых ООН школ, больниц и лагерей беженцев — были несоразмерны, и массовое убийство гражданских лиц совершенно неприемлемо, действия Израиля принесли огромные человеческие потери, и, кажется, усилили поддержку ХАМАС и, вполне может быть, сеют семена для ещё большей ненависти, войны и разрушений в последующие годы.»

#### Россия
В 1988 году «медовый месяц» Берни и Джейн Сандерсов включал в себя поездку в Москву, Ленинград и Ярославль (эту поездку и видеозаписи его встреч в СССР впоследствии пыталась использовать против него консервативная пресса). После этой поездки Ярославль и Берлингтон, штат Вермонт, установили отношения «городов-побратимов». Будучи депутатом Палаты представителей, Сандерс резко негативно оценивал деятельность Международного валютного фонда в России, заявляя, что МВФ «ведёт Россию к трагическим результатам, включая массовую безработицу и нищету». В ходе президентской кампании 2020 года представители разведслужб и некоторые американские комментаторы (в частности, Клинт Уоттс из Foreign Policy Research Institute) утверждали, что российская пресса подыгрывает Сандерсу. Он публично осудил попытки такого вмешательства.

#### Ирак
Сандерс был категорически против вторжения в Ирак в 2003 году и голосовал в 2002 году против резолюции, дающей право на применение силы против Ирака. В своей речи 2002 года он сказал, «Я против предоставления президенту карт-бланша на начало одностороннего вторжения и оккупации Ирака» и «я буду голосовать против этой резолюции. Во-первых, я не слышал никаких оценок, сколько молодых американских мужчин и женщин могут умереть в такой войне или сколько десятков тысяч женщин и детей в Ираке также могут быть убиты. Как неравнодушная нация, мы должны сделать всё, от нас зависящее, чтобы предотвратить ужасные страдания, к которым война приведёт. Война должна быть последним средством в международных отношениях, не первым. Во-вторых, я глубоко обеспокоен прецедентом, который одностороннее вторжение в Ирак может создать с точки зрения международного права и роли Организации Объединённых Наций.»

#### Иран
Сандерс поддерживает соглашение с Ираном, достигнутое президентом Бараком Обамой и госсекретарём Джоном Керри. Хоть и называя его несовершенным, он считает, что Соединённые Штаты должны вести переговоры с Ираном, а не вступать в ещё одну войну на Ближнем Востоке.

#### ИГИЛ, ислам и беженцы
Сандерс назвал Исламское государство Ирака и Леванта (ИГИЛ) «варварской организацией» и «растущей угрозой», но не считает, что США должны вести прямую вооружённую борьбу с ним. Сандерс считает, что «Соединённые Штаты должны оказывать поддержку, наряду с другими странами, но мы не можем и не должны быть вовлечены в постоянные войны на Ближнем Востоке — мусульманские страны сами должны возглавить усилия».
15 ноября 2015 года, в ответ на теракты ИГИЛ в Париже, Сандерс предостерёг от «исламофобии»: «В эти трудные времена, будучи американцами, мы не поддадимся расизму. Мы не позволим себе разделиться и поддаться исламофобии. И в то время, как сотни тысяч потеряли всё, не имеют ничего, кроме рубашки на спине, мы не будем отворачиваться от беженцев!»

#### Куба
В начале своей политической карьеры Сандерс отметил достижения Республики Куба в преобразовании общества, в том числе широком доступе к бесплатному образованию и здравоохранению. 14 апреля 2015 года, после того, как Белый Дом объявил, что президент Барак Обама намерен убрать Кубу из американского списка «стран, поддерживающих терроризм», Сандерс опубликовал заявление, в котором заметил: «хотя у нас есть существенные разногласия с Кубой, это не террористическое государство. Я аплодирую президенту Обаме за сдвиг от агрессии к нормальным дипломатическим отношениям. Пятьдесят лет холодной войны вполне достаточно. Пора Кубе и Соединённым Штатам перевернуть страницу и нормализовать отношения».

#### Генри Киссинджер
Во время демократических дебатов 11 февраля 2016 Сандерс не согласился с восхищением Хиллари Клинтон в адрес бывшего госсекретаря Генри Киссинджера, отметив, что он был «одним из самых разрушительных» в современной истории США, заявив:

Я горжусь тем, что Генри Киссинджер мне не друг. Я не буду принимать советы от Генри Киссинджера. На самом деле, действия Киссинджера в Камбодже, когда Соединённые Штаты бомбили эту страну, свергли принца Сианука, создали нестабильность, приведшую к власти Пол Пота и красных кхмеров, которые затем вырезали около 3 миллионов невинных людей – один из худших геноцидов в истории мира.

#### Вмешательство США в дела суверенных государств
На протяжении своей политической карьеры Сандерс был критиком вмешательства США в дела суверенных государств, включая участие ЦРУ в свержении иностранных демократически избранных правительств (перевороты против Мохаммеда Мосаддыка в Иране в 1953 году, Хакобо Арбенса в Гватемале в 1954 году и Сальвадора Альенде в Чили в 1973 году).
Во время Никарагуанской революции Сандерс был против того, что США финансировали контрас, а также положительно отзывался о руководстве и народной поддержке сандинистов. Сандерс заявил, что популярность сандинистов в их стране была больше, чем президента Рейгана в США и что никарагуанский народ не хочет вторжения.

### Национальная безопасность

#### Слежка
Сандерс уже давно критиковал политику слежки правительства США. Он голосовал против «Патриотического акта» и всех его продлений и охарактеризовал Агентство национальной безопасности как «вышедшее из-под контроля». Сандерс часто критиковал прослушивание без ордера и сбор записей о телефонной и интернет-активности американских граждан без должного процесса:

На мой взгляд, АНБ вышло из-под контроля и действует неконституционным образом. Я очень волнуюсь о детях, которые растут в обществе, где они думают: 'Я не буду говорить об этой проблеме, читать эту книгу или исследовать эту идею, потому что кто-то может подумать, что я террорист.' Это не то свободное общество, которого я хочу для наших детей.
Во время первых демократических президентских дебатов в октябре 2015 года кандидатам задали вопросы об их мнении насчёт Сноудена. На вопрос «герой или предатель?», Сандерс ответил: «Я думаю, Сноуден играет очень важную роль в обучении американского народа тому, до какой степени наши гражданские свободы и наши конституционные права подорваны. Он сделал это — он нарушил закон, и я думаю, что за этим должно последовать наказание. Но, я думаю, нам следует принять во внимание то, что он сделал это в образовательных целях». Журналист Норман Соломон оценил ответ Сандерса, сказав: «Я думаю, Берни Сандерс ухватил суть лучше всего, в плане ширины охвата и точности описания. И, по большей части, я думаю, Сноуден, вероятно, согласится с тем, что он сказал».

#### Ветераны
Сандерс выиграл в 2014 году Премию Лидерства в Конгрессе имени полковника Артура Т. Марикса от Ассоциации офицеров Америки за поддержку ветеранов. Сандерс внёс «Акт о регулировании пожизненно выплачиваемых ветеранских компенсаций 2013» в Сенат 8 мая 2013 года. Законопроект привёл бы к увеличению скорости выплаты компенсаций по инвалидности американским ветеранам и членам их семей. Сандерс, в соавторстве с сенатором Джоном Маккейном, подготовил «Акт о доступе ветеранов к уходу через выбор, подотчётность и прозрачность 2014», законопроект, нацеленный на реформу Министерства по делам ветеранов США в ответ на скандал со здравоохранением ветеранов 2014.

### Образование

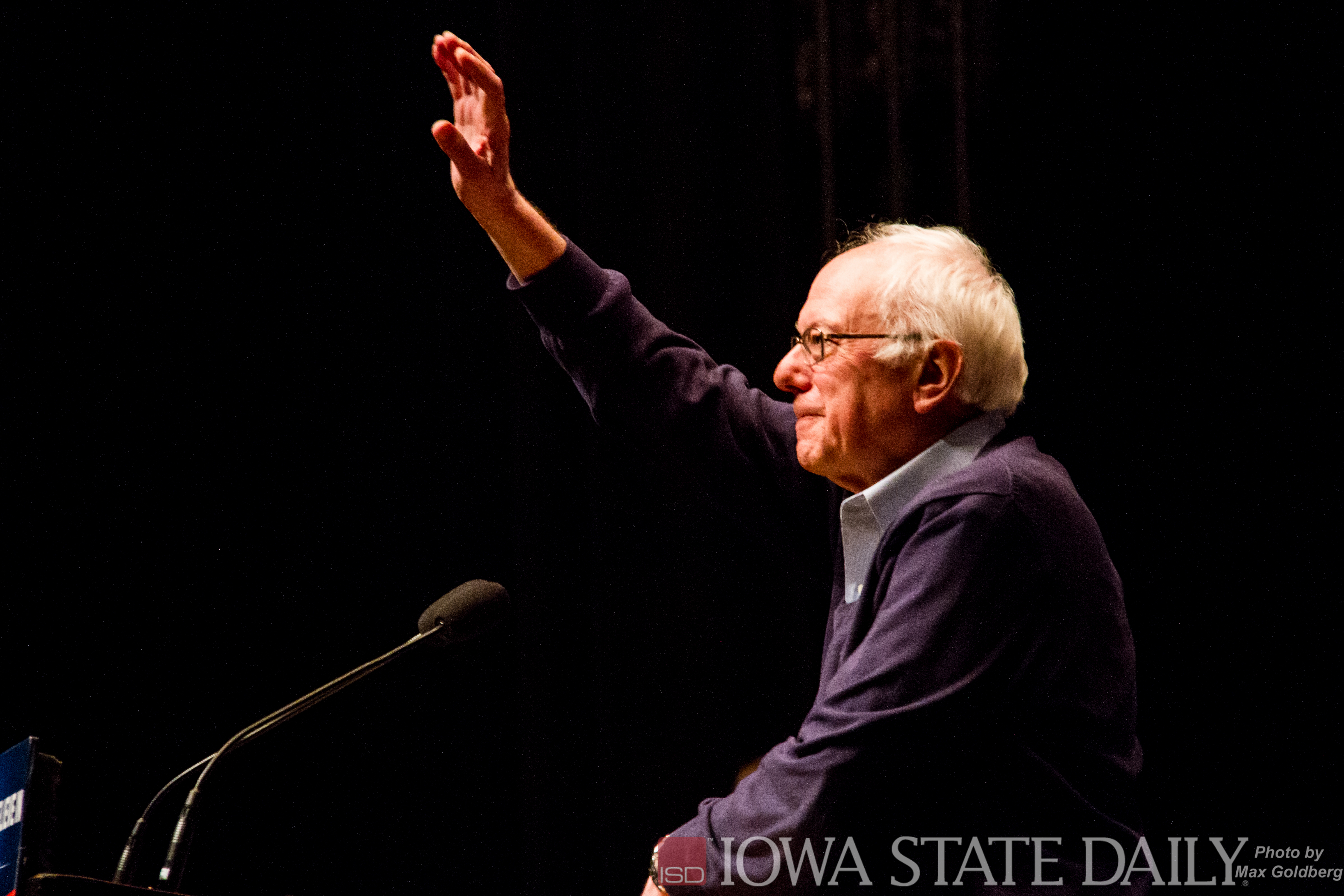
Берни Сандерс в Университете Айовы.

#### Раннее детство
Опираясь на цифры из недавнего отчёта, который ставит США на 33-е место из 36 стран по грамотности чтения, 27-е в математической грамотности, 22-е в научной грамотности и 18 в целом по системе среднего образования, Сандерс заметил: «В обществе с нашими ресурсами бессовестно не инвестировать в наших детей с первых этапов их жизни». Он внёс законопроект, чтобы обеспечить уход за детьми и раннее образование для всех детей начиная с шести недель от рода через детский сад. Сандерс считает, что «'Акт об основах успеха' обеспечит детей дошкольного возраста полным набором услуг, что приведёт к успеху в школе и критически важной поддержке для подвергающихся сильному давлению семей по всей стране».
Берни Сандерс поддерживал Общие базовые государственные стандарты. Тем не менее, текущие взгляды Берни Сандерса на Общие базовые стандарты неизвестны.

#### Студенческие займы
Сандерс уже давно был сторонником того, чтобы сделать колледжи более доступными. Он выступал против высоких ставок по федеральным студенческим кредитам, отметив, что в ближайшие 10 лет федеральное правительство получит с них $127 миллиардов прибыли. Сандерс также подверг критике президента Обаму за подписание закона, который временно заморозил студенческие процентные ставки по кредитам в обмен на разрешение поднять ставки до исторического максимума в течение ближайших двух лет. Он выступает за закрытие корпоративных налоговых лазеек и разработал план предоставления грантов на обучение от федерального правительства и правительств штатов, чтобы сократить плату за обучение в государственных университетах более, чем наполовину. Сандерс подверг критике республиканцев и демократов за неспособность провести реформы, которые остановят хищнические кредитные практики на рынке студенческих займов.

#### Бесплатные государственные университеты
Сандерс поддерживает государственное финансирование студентов. Он считает, что «мы живём в высококонкурентной мировой экономике, и, чтобы наша экономика была сильной, мы нуждаемся в самой образованной рабочей силе в мире». Кроме того, он утверждает, что многие другие развитые страны в Западной Европе давно уже приняли этот подход к высшему образованию. Сандерс ожидает, что его план встретит сильное сопротивление со стороны Республиканской партии, но говорит, что, в конечном счёте, «американский народ» будет определять её неудачу или успех.
19 мая 2015 года Сандерс внёс законопроект «Акта о колледже для всех» (S.1373), который использовал бы налог Робин Гуда в 50 центов на каждые «100$ фондовых торгов на фондовых рынках», чтобы финансировать обучение в четырёхлетних государственных колледжах и университетах для студентов, которые отвечают стандартам приёма. Кроме того, налог Робин Гуда будет включать плату 5 % сбор со спекуляций, который будет взиматься с инвестиционных компаний, хедж-фондов и других фондовых торгов, в то время как 1 % будет взиматься с облигаций и 0,005 % с деривативов.

### Здравоохранение
Сандерс является убеждённым сторонником системы всеобщего здравоохранения и сказал: «если вы серьёзны насчёт реальной реформы здравоохранения, то единственный путь заключается в системе единого плательщика.» Он выступает за снижение стоимости лекарств, которая высока потому, что они остаются под патентом в течение многих лет, некоторые лекарства, которые стоят тысячи долларов в год в США, доступны за сотни или менее в странах, где они могут быть получены в виде дженериков.
Как председатель сенатского подкомитета по первичной медицинской помощи и старению, Сандерс внёс законопроект, чтобы повторно авторизовать и усилить Закон о пожилых американцах, который поддерживает еду на колёсах и другие программы для пожилых людей. Сандерс считает, что поддержка пожилых «является не только правильной, но и финансово грамотной вещью», потому что уменьшает дорогие госпитализации и позволяет пожилым людям оставаться в своих домах.

### Социальные вопросы

#### Аборты
NARAL Pro-Choice America дала Сандерсу оценку 100 % в своём рейтинге голосований по вопросу репродуктивного выбора.

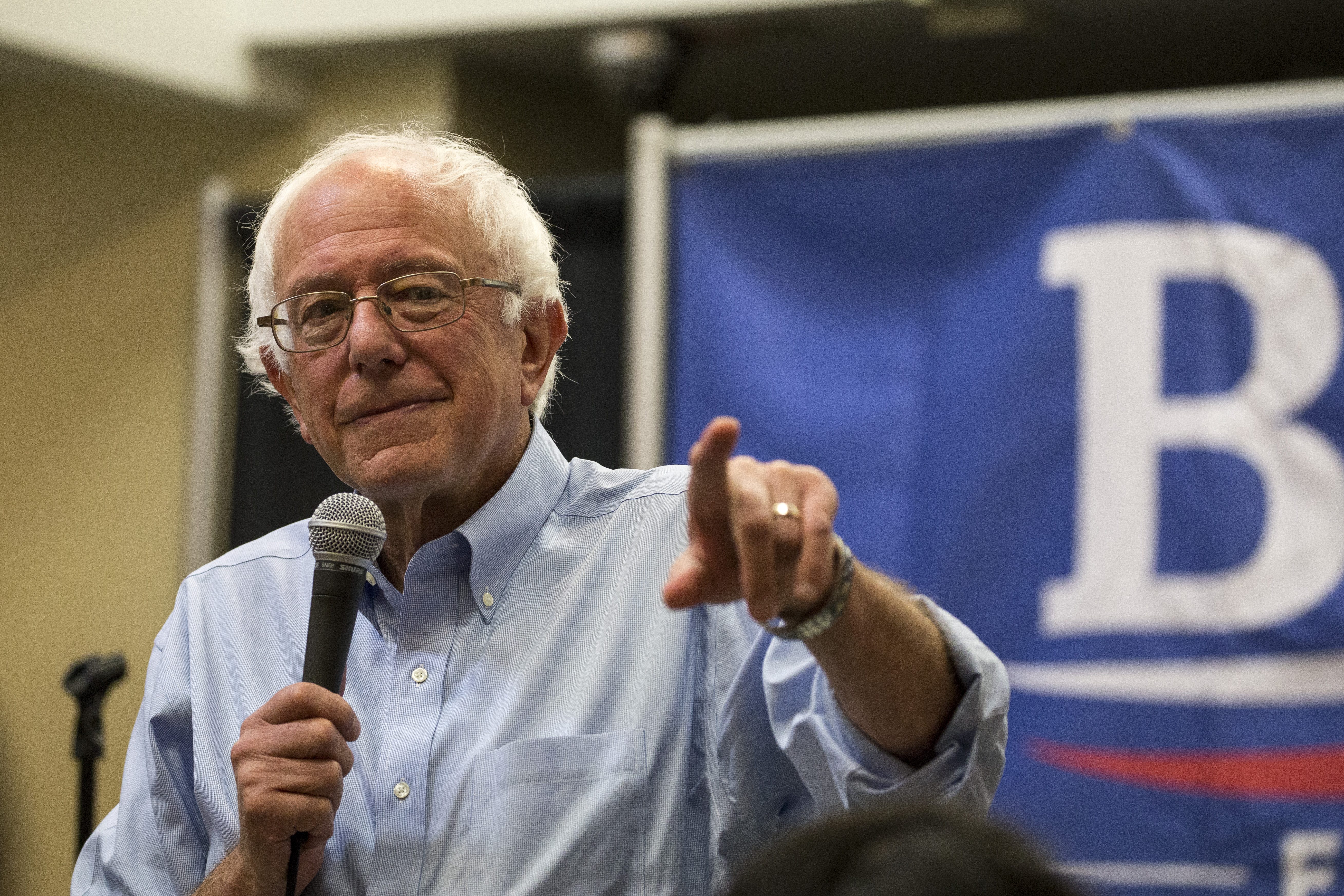
Берни Сандерс во время выступления, 2015 год.

#### Оплачиваемый отпуск
Сандерс стал видным сторонником законов, требующих от компаний предоставлять их работникам декрет, больничный и отпуск, утверждая, что такие законы были приняты практически во всех развитых странах и что наличие оплачиваемого больничного и оплачиваемого отпуска сильно влияет на работников.
Законопроект Сандерса (S.1564) о гарантированном оплачиваемом отпуске обязал бы компании предоставлять 10 дней оплачиваемого отпуска для работников, которые работали на них, по крайней мере, один год. Он был одним из авторов законопроекта в Сенате, который предоставил бы матерям и отцам 12 недель оплачиваемого отпуска по уходу за ребёнком. Он также позволил бы работникам взять такое же количество оплачиваемого времени, если у них диагностировали рак или другие серьёзные заболевания, или они заботятся о члене семьи, который серьёзно болен. Сандерс также соавтор законопроекта, который гарантировал бы работникам по крайней мере 7 оплачиваемых больничных дней в году для кратковременной болезни, рутинной медицинской помощи, или по уходу за больным членом семьи.

#### Контроль над оружием
Сандерс поддерживает запрет на полуавтоматическое оружие и выступает за мгновенные проверки для владельцев оружия.
В Палате представителей Сандерс проголосовал против Акта о предотвращении насилия с помощью ручного огнестрельного оружия Брэди, который федеральных проверок покупателей огнестрельного оружия в Соединённых Штатах. В Сенате Сандерс проголосовал в 2005 году за Акт о защите законной торговли оружием. Когда его спросили, Сандерс заявил, что его оппозиция была вызвана нарушением прав штатов, в связи с законодательно установленными на уровне страны периодами ожидания. Выступая на CNN, в шоу Джека Траппера State of the Union, Сандерс сказал: «Если кто-то имеет пистолет, и он попадёт в руки убийцы, и убийца убьёт кого-то из пистолета, вы возложите на производителя пистолета ответственность? Не больше, чем вы могли бы возложить ответственность на компанию, производящую молотки, если кто-то бьёт кого-то по голове молотком». Сандерс сказал: «У нас есть миллионы людей, владеющих оружием, в этой стране — 99,9 % из этих людей подчиняются закону. Я хочу видеть реальные, серьёзные дебаты и действия по поводу оружия, но этого не будет, если у нас есть просто крайние позиции на обеих сторонах. Я думаю, что могу дать нам среднюю».

#### Полицейское насилие и уголовная реформа
Сандерс призывает пересмотреть принципы вынесения приговоров по делам, связанным с наркотиками, а также политику применения силы в отделениях полиции. Отмечая, что содержание большего числа людей в заключении в США, чем в любой другой стране в мире, обходится налогоплательщикам в 70 миллиардов $ ежегодно, Сандерс утверждает, что деньги лучше было бы потратить на образование и рабочие места.
Он выступает против жестокости полиции и несоразмерного уровня арестов афроамериканцев и других меньшинств, говоря: «От Фергусона до Балтимора, и по всей стране слишком много афроамериканцев и других меньшинств оказываются подвергнуты системе, которая относится к гражданам, которые не совершили преступлений, как к преступникам, и это неприемлемо». После появления видео, на котором показан арест афроамериканки Сандры Бланд за незначительное нарушение правил дорожного движения, Сандерс решительно осудил «абсолютно возмутительное поведение полиции», показанное на видео, заявив, что: «Это видео ещё раз подчёркивает, почему мы нуждаемся в реальной реформе полиции. Люди не должны умирать за незначительное нарушение правил дорожного движения. Этот тип полицейского насилия стал слишком обычным явлением для людей всех цветов, и это должно прекратиться».
Сандерс также высказался против приватизации тюрем на всей территории Соединённых Штатов, заявив:

Это противоречит морали и является национальной трагедией, что мы приватизировали тюрьмы по всей Америке. На мой взгляд, корпорациям не должно быть позволено получать прибыль от строительства новых тюрем и удержанию большего числа американцев за решёткой. Мы должны положить конец частно-коммерческому тюремному рэкету в Америке!
17 сентября 2015 года Сандерс внёс законопроект под названием «Правосудие не продаётся», который запретил бы правительству США на федеральном уровне, уровне штата и местном уровне заключать контракты с частными фирмами на предоставление или обслуживание мест заключения в течение двух лет. Он отметил, что «мы не можем исправить нашу систему уголовного правосудия, если корпорациям позволено извлекать прибыль из массового лишения свободы».

#### Смертная казнь
Сандерс был принципиальным противником смертной казни на протяжении всей своей политической карьеры. В октябре 2015 он сказал: «Я предпочёл бы, чтобы наша страна стояла бок о бок с европейскими демократиями, а не с такими странами, как Китай, Иран, Саудовская Аравия и другими, которые поддерживают смертную казнь».

#### Права ЛГБТ
В письме, которое он опубликовал в 1972 году, когда он был кандидатом на пост губернатора штата Вермонт, Сандерс призвал к отмене всех законов, направленных против гомосексуальности.
В 1980-х Сандерс поддержал введение в Берлингтоне «Дня гордости лесбиянок и геев» в качестве мэра города и подписал резолюцию с рекомендацией, чтобы все уровни государственной власти поддержали права гомосексуалов.
В Палате представителей Сандерс голосовал против Закона о защите брака в 1996. Закон был подписан президентом Биллом Клинтоном 21 сентября 1996 года.
Вермонт стал первым штатом, легализовавшим однополые союзы в 2000 году, и в 2009 стал первым штатом, легализовавшим однополые браки . Когда Верховный суд принял к рассмотрению вопрос в 2015, Сандерс опубликовал заявление, подтверждающее его поддержку, говоря, что все гомосексуальные американцы в каждом штате должны иметь право вступать в брак: «конечно, все граждане заслуживают равных прав. Пора Верховному суду догнать американский народ и легализовать однополые браки».

В ходе дискуссии 2006 года Сандерс заявил, что поддерживает гражданские союзы для однополых пар, в отличие от брака.

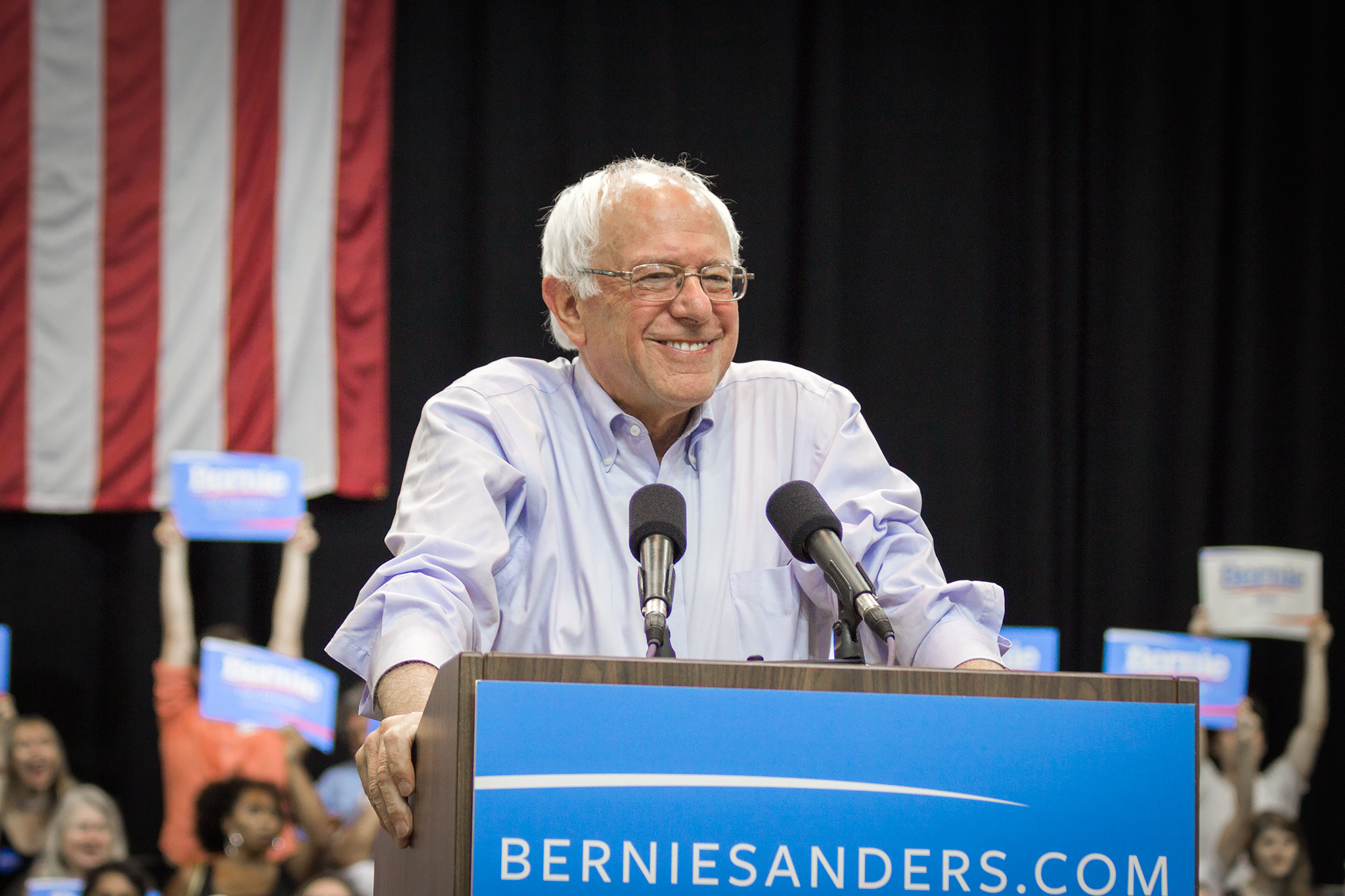
Берни Сандерс на митинге в Новом Орлеане, 26 июля 2015 года.

#### Иммиграция
Сандерс считает, что для новых иммигрантов должен быть создан путь к гражданству. Он голосовал за законопроект всеобъемлющей иммиграционной реформы в 2013 году, говоря: «Нет большого смысла в том, чтобы сотни тысяч [иностранных] рабочих в этой стране работали за минимальную заработную плату и конкурировали с американскими детьми». Сандерс выступает против программ приглашения гастарбайтеров и также скептически относится к визам квалифицированных мигрантов (H-1B), говоря: «В прошлом году 10 основных работодателей H1-B-гастарбайтеров были оффшорными аутсорсинговыми компаниями. Эти фирмы несут ответственность за перенос большого числа американских рабочих мест в сфере IT в Индию и другие страны». В интервью Vox он заявил о своей оппозиции к иммиграционной политике открытых границ, охарактеризовав её так:
…правая идея, которая, по существу, утверждает, что Соединённых Штатов не существует… вы отказываетесь от концепции национального государства. Правые в этой стране были бы довольны политикой открытых границ. Привезти разных людей, которые работали бы за 2 $ или 3 $ в час, это было бы великолепно для них. Я не верю в это. Я думаю, что мы должны поднять зарплаты в этой стране, я думаю, что мы должны сделать всё, от нас зависящее, чтобы создать миллионы рабочих мест
.

#### Расовая справедливость
Сандерс был одним из организаторов борьбы за гражданские права в Университете Чикаго в 1960-х и получил от NAACP оценку 100 % в их рейтинге голосований по вопросу гражданских прав. В 1988 году Сандерс участвовал в президентской кампании Джесси Джексона, говоря: «Джесси Джексон, и только он, показал мужество, необходимое для решения наиболее важных и базовых проблем, стоящих перед американцами рабочего класса, бедными, пожилыми, экологами, борцами за мир, женщинам и меньшинствами Америки»
В рамках своей предвыборной программы 2016 Сандерс призывал к прекращению «четырёх основных типов насилия против темнокожих американцев: физического, политического, правового и экономического».
Говоря об этих вопросах, Сандерс сказал:

Это неприлично, что мы стигматизируем так много молодых американцев с криминальным прошлым в виде курения марихуаны, но ни один из основных должностных лиц Уолл-стрит не был привлечён к ответственности за доведение всей экономики до грани коллапса. Это должно измениться. Мы должны разобраться с сохраняющимися несправедливыми стереотипами, которые приводят к тому, что чёрных юношей клеймят «бандитами». Мы знаем правду о том, что, как и каждое сообщество в этой стране, подавляющее большинство цветных людей пытаются работать, играть по правилам и растить своих детей. Пора прекратить демонизировать сообщества меньшинств.

#### Церковь и государство
«Объединённые американцы за отделение церкви от государства» оценили Сандерса как активно поддерживающего отделение церкви от государства.

#### ГМО
Не выступая против ГМО, Сандерс при этом в 2012 году вместе с сенатором Барбарой Боксер внёс поправку, которая бы дала штатам право требовать этикетки на пищевых продуктах, содержащих ГМО. Законопроект был принят сельскохозяйственным комитетом Палаты представителей, голосованием 9 к 1, но не самой Палатой.

#### Легализация каннабиса
28 октября 2015 года Сандерс выразил поддержку декриминализации и возможной легализации конопли путём её удаления из Списка I наркотиков на федеральном уровне, что полностью удаляет её из списка опасных веществ, запрещённых федеральным правительством, и расчищает путь для легализации на уровне штата без препятствий со стороны федерального правительства. Сандерс также сторонник продажи и налогообложения марихуаны на уровне штата, аналогично алкоголю и табаку.

### Рейтинги Сандерса от групп по интересам
| Группа  | Направление(я) деятельности        | Рейтинг | Год  |
| ------- | ---------------------------------- | ------- | ---- |
| ACLU    | Гражданские и политические права   | 100 %   | 2014 |
| AFT     | Образование                        | 86 %    | 2012 |
| AFBF    | Сельское хозяйство                 | 83 %    | 2014 |
| AFL-CIO | Профсоюзы                          | 100 %   | 2013 |
| ARA     | Пожилые граждане                   | 100 %   | 2014 |
| DPA     | Наркополитика                      | 83 %    | 2006 |
| HRC     | Права ЛГБТ                         | 100 %   | 2014 |
| LWV     | Гражданская активность             | 89 %    | 2007 |
| MPP     | Легализация марихуаны              | 66 %    | 2016 |
| NAACP   | Меньшинства и позитивные действия  | 100 %   | 2014 |
| NARAL   | Аборты, прочойс                    | 100 %   | 2014 |
| NFU     | Фермерский союз                    | 90 %    | 2012 |
| NRA     | Владение оружием                   | 14 %    | 2012 |
| NTU     | Налоговая политика, консервативная | 5 %     | 2013 |
| PPFA    | Репродуктивное здоровье            | 100 %   | 2014 |
| PA West | Иностранные дела                   | 75 %    | 2014 |
| SEIU    | Союз работников сферы обслуживания | 100 %   | 2012 |

## Президентские кампании

### Первая (2016)
В интервью The Nation 6 марта 2014 года Сандерс заявил, что готов баллотироваться на пост президента США в 2016 году. 30 апреля 2015 года объявил о выдвижении своей кандидатуры на праймериз Демократической партии. 9 февраля 2016 года на праймериз в штате Нью-Гэмпшир Сандерс стал первым в истории США кандидатом нехристианского вероисповедания, победившим на предварительных выборах одной из двух ведущих партий.

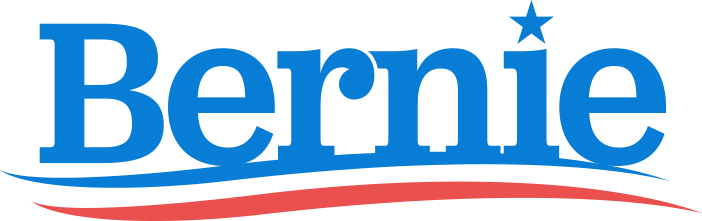
Логотип, используемый Берни Сандерсом начиная с президентской кампании 2016-го

В основу своей предвыборной программы Сандерс, получивший поддержку движения Occupy Wall Street, положил требование «политической революции» в США. Впервые кандидат в президенты США предложил программу, целиком обращённую к рабочему классу, что обусловило возникновение вокруг его кампании широкого движения волонтёров. В отличие от других претендентов на президентское кресло, он принципиально отказался от финансирования своей кампании корпорациями, принимая исключительно частные пожертвования от избирателей. 12 июля 2016 года объявил о снятии своей кандидатуры с президентской гонки.
12 июля 2016 года на митинге в городе Портсмут (Нью-Гэмпшир) объявил о выходе из президентской гонки, поддержав Хиллари Клинтон, что подтвердил и на конвенции Демократической партии 25 июля. Он и его сторонники продолжили активно участвовать в работе над партийной программной платформой, чтобы повернуть партию влево; в августе 2016 года ими было основано движение «Our Revolution» во главе с руководителем предвыборной кампании Сандерса Джеффом Уивером.
В штате Калифорния на президентских выборах допускалось вписывание (write-in) кандидатуры Берни Сандерса (и Тулси Габбард в качестве вице-президента). После выборов Берни Сандерс заявил, что готов поддержать избранного президента США, республиканца Дональда Трампа в борьбе с крупными корпорациями в США, если у того «хватит мужества» действительно её вести, подчеркнув при этом, что будет решительно противостоять республиканскому президенту в вопросах проведения тем «расистской, ксенофобской и направленной против окружающей среды политики».

### Вторая (2020)
19 февраля 2019 года в интервью Общественному радио Вермонта заявил, что примет участие в президентских выборах 2020 года. Среди идей, которые Сандерс хотел бы воплотить на посту главы государства, есть планы по воплощению в жизнь всеобщего медицинского страхования, установлению минимальной зарплаты в 15 долл. и сокращение студенческой задолженности за обучение.

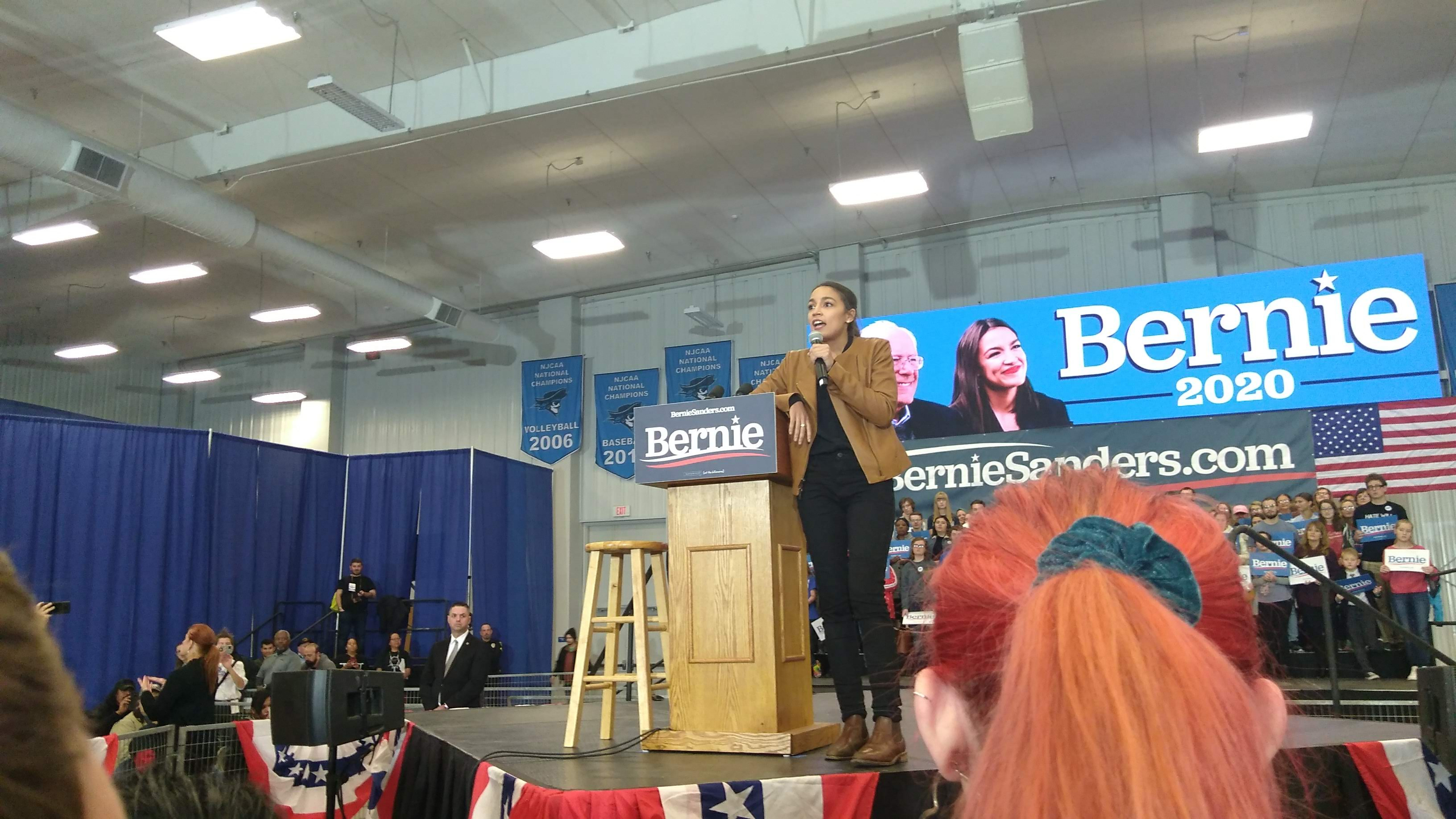
Александрия Окасио-Кортес выступает в поддержку Сандерса в Айове (8 ноября 2019 года).

25 июня 2019 года Сандерс зарегистрировал свой канал на видеостриминговом сервисе Twitch. По заявлению Джоша Миллера-Льюиса, директора по цифровым коммуникациям Сандерса, этот шаг направлен «на привлечение новых людей в политический процесс». 19 октября 2019 года кандидатуру Сандерса поддержала представительница прогрессивистского крыла демократической партии и член конгресса США Александрия Окасио-Кортес, что оказало плодотворное влияние на его президентскую кампанию.
На первых на праймериз Демпартии в Айове с минимальным отрывом от Пита Буттиджича Берни Сандерс стал вторым. Победил на кокусах демократов в Нью-Гэмпшире и в штате Невада. 29 февраля в Южной Каролине Сандерс проиграл Джо Байдену с отрывом 28 %, в дальнейшем произошла консолидация умеренных демократических избирателей вокруг Байдена, в чью пользу сняли кандидатуры Пит Буттиджич, Эми Клобушар, Бето О’Рурк. Начиная с марта Байден демонстрировал уверенные успехи: в супервторник 3 марта были выиграны праймериз в 10 из 14 штатах, через неделю были взяты пять из шести штатов (включая Мичиган, являвшийся ключевым регионом в президентской кампании Сандерса в 2016 году).
Имея второе по размеру финансирование предвыборной кампании среди демократов (уступив только профинансировавшему самостоятельно свою кампанию Майклу Блумбергу), Сандерс столкнулся с рядом проблем: электоральной (не удалось завоевать поддержку афроамериканцев и пожилых, произошла потеря выступавшего за него в 2016 году белого избирателя из числа сельского населения и рабочих), организационной, медийной (негативное отношение со стороны ведущих и гостей кабельного телеканала MSNBC).
8 апреля 2020 года Берни Сандерс завершил избирательную кампанию на фоне возрастающей пандемии COVID-19. 13 апреля поддержал кандидатуру Байдена.

## Личная жизнь
Женат вторым браком. Супруга — Джейн О’Мира Сандерс, дети — Леви (сын от первого брака) и приёмные дети — Хезер, Карина и Дэвид; семеро внуков.

### Состояние здоровья
1 октября 2019 года Сандерс пожаловался на боль в груди после встречи с избирателями в Лас-Вегасе. Политик был доставлен в отделение неотложной помощи, где ему был поставлен диагноз сердечный приступ, а на медицинском осмотре выяснилось, что у него блокирована артерия и требуются два шунта. 2 октября он отменил все свои публичные мероприятия после медицинской процедуры по шунтированию артерии. Однако уже через два дня после операции был выписан из больницы и возобновил президентскую кампанию.

## Факты
В его честь назван открытый в 2017 году вид пауков.

### О Сандерсе
- Петр Силаев. Знакомьтесь — Берни! // Полит.ру
- Анна Сакоян. Берни Сандерс. Почти президент // Полит.ру
- Атлантический социализм. Какой может быть Америка Берни Сандерса // FURFUR
- Непримкнувший. Как критикующий демократов политик может стать их кандидатом в президенты // Lenta.ru
- Иван Яковина. Невероятный Берни. Социалист из Вермонта отменил коронацию Хиллари Клинтон // Slon.ru
- Трамп против Сандерса: секрет успеха неожиданных фаворитов американских выборов
- Успех Берни Сандерса говорит об изменении отношения к социализму в США
- Ярославль выбирает Берни Сандерса Как кандидат в президенты США провел медовый месяц в СССР // The Wall Street Journal
- Шанс еврея на Белый дом